# Мукке, Карл Карлович
Карл Карлович Мукке (1890 — 1939) — советский деятель органов государственной безопасности, заместитель народного комиссара внутренних дел Туркменской ССР, капитан государственной безопасности.

## Биография
Родился в латышской семье. Получил среднее специальное образование. Член РКП(б) с 1917, в органах госбезопасности с 1920. До 1923 работал в управлении ОГПУ по Правобережной Украине. C 1923 являлся уполномоченным, помощником начальника контр-разведывательного отделения особого отдела полномочного представительства ОГПУ по Северо-Кавказскому краю. С 1928 до 1930 был помощником начальника Донского окружного отдела ОГПУ. C 1930 начальник отделения контр-разведки, сотрудник для особых поручений, помощник начальника отделения особого отдела ОГПУ СССР. В 1932 начальник Кулябского оперативного сектора ОГПУ. С 1932 до марта 1934 заместитель председателя ОГПУ Таджикской ССР. В 1934-1936 сотрудник особого резерва НКВД СССР. С мая 1936 до 1937 заместитель народного комиссара внутренних дел Туркменской ССР. С мая 1937 в распоряжении отдела кадров, сотрудник 3-го отдела НКВД СССР. В 1938 вместе с рядом впоследствии репрессированных сотрудников переведён на должность старшего инспектора народного комиссариата водного транспорта СССР. На момент ареста проживал в комнате № 62 гостиницы ЦДКА. Арестован 6 ноября 1938, приговорён ВКВС СССР 7 марта 1939 по обвинению в шпионаже и участии в контр-революционном военном заговоре в НКВД к ВМН. Расстрелян в день вынесения обвинительного приговора. Захоронен на территории Донского крематория. Реабилитирован посмертно 10 февраля 1959.

## Звания
- капитан государственной безопасности (22 марта 1936).

## Награды
- орден Боевого Красного Знамени (26 сентября 1924) — за подавление банд на Правобережной Украине. Указом Президиума Верховного Совета СССР от 31 октября 1942 посмертно ордена лишён.
- медаль «ХХ лет РККА» (15 октября 1938).
- знак «Почётный работник ВЧК-ОГПУ (V)».